# Lorenzo Alcaraz
Lorenzo Alcaraz Segura, (? — México, 1973) foi um matemático e pedagogo espanhol.